# Lectura Dantis (Carmelo Bene)

Ritratto di Carmelo Bene

La Lectura Dantis per voce solista è la prima di una serie di letture della Divina Commedia tenuta da Carmelo Bene, declamata dall'alto della Torre degli Asinelli, il 31 luglio del 1981 per commemorare l'anniversario della strage della stazione di Bologna.

## Riprese televisive bocciate
Come viene raccontato in modo immaginifico e ironico in Sono apparso alla Madonna e in Vita di Carmelo Bene, l'artista salentino si trovò coinvolto, suo malgrado, in beghe di partito che si ripercossero anche sul consiglio d'amministrazione Rai, per cui il craxiano Massimo Pini  bocciò il progetto delle riprese televisive dell'evento.

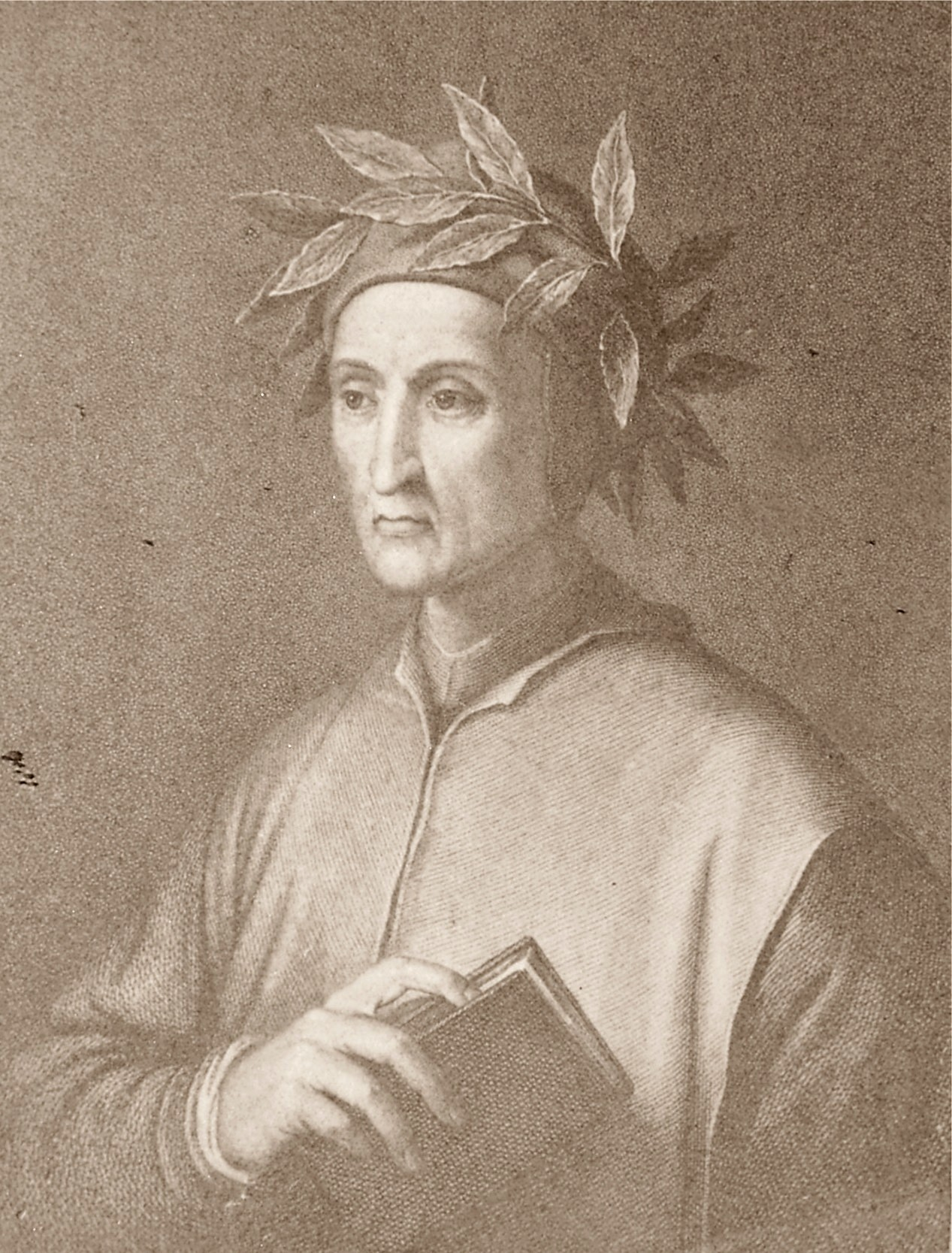
Incisione raffigurante Dante Alighieri

Dell'esecuzione delle letture era rimasto soltanto un breve video, finché, all'inizio del 2006, a 25 anni dall'avvenimento, la videomaker Angela Tomasini ritrovò una cassetta VHS registrata la sera dello spettacolo, che è stata edita insieme a un volume curato da Rino Maenza nel 2008 da Marsilio. La cassetta video ripropone la cornice storico-culturale dell'evento, dalla sua ideazione alla sua attuazione, con l'eco delle polemiche, le testimonianze di chi ha partecipato, i commenti, le critiche e le recensioni dei giornali di allora.

## L'evento
Carmelo Bene racconta l'esperienza in un capitolo appositamente dedicato del libro Sono apparso alla Madonna.
la Madonna m'appariva beata, poi che devotamente io dicevo, rivolto a lei. Io le parlavo, ma non ero quel dire. La vedevo. Evocato, il miraggio sussisteva, finché di nuovo io immemore, seguitava il mio stesso discorso a dire, e la visione dileguar dentro il discorso, da che la mia preghiera l'aveva - ora intendo - estromessa.
V'era (v'è) dunque, un apparir della voce che sempre si verifica se conferisci c o n, se parli a.
Quand'io incominciai a render vano
l'udire
mi diceva la voce, il mio interno cantar l'ascolto, e, ventilata da un'ala d'emicrania, la mia mente d'altrove profondava nel sud del Sud dei santi; ma depensata lieve mongolfiera in celeste balia sull'infinito del mare stanco [...]"
Rievocando poi in modo mirabile il monologo tratto da Nostra Signora dei Turchi, perfettamente intercalato e attinente a questo incredibile evento...
Ci sono cretini che hanno visto la Madonna e ci sono cretini che non hanno visto la Madonna [...]
Il successo della Lectura Dantis fu enorme. Nei giorni seguenti settimanali, quotidiani, televisione, furono unanimi nel definire quell'evento straordinario e irripetibile.

## Curiosità
- Un tale Bendinelli, capogruppo democristiano del comune di Bologna, non gradisce questo evento e impreca: "È una pagliacciata!" Al che Bene replica: "Chi non mi capisce è un provinciale, e Dante punisce i provinciali all'inferno, nel girone della merda". Dopo la conclusione della Lectura Dantis, Bendinelli ritorna sui suoi passi, "pentito e commosso", per "rendere omaggio" a Carmelo Bene che di spalle, davanti allo specchio, gli intima secco: "Le do tre minuti per sparire di qui, dopodiché sarò costretto a gettarla giù dalla torre"[6].
- Singolare fu la dedica fatta da Carmelo Bene per quel triste evento che si andava commemorando: « Dedico questa serata, da ferito a morte, non ai morti, ma ai feriti dell'orrenda strage »[7].

## Edizioni
In pubblico
- Lectura Dantis per voce solista. Musiche di Salvatore Sciarrino. Solista: D. Bellugi (flauto). Bologna, Torre degli Asinelli (31 luglio 1981).
- Lectura Dantis e Eduardo recita Eduardo, recital di Carmelo Bene e Eduardo De Filippo. Roma, Palaeur (novembre 1981).
- Lectura Dantis. Contrabbasso: F. Grillo. Otranto, Fossato del Castello (5 settembre 2001).

Televisione
- Lectura Dantis, regia e interprete[8] principale C.B.; montaggio P. Centomani; montaggio audio E. Savinelli; tecnico video P. Murolo; mixer video C. Ciampa; assistente alla regia M. Lamagna; ottimizzazione A. Loreto; direttore di produzione G. Pagano; produzione Nostra Signora S.r.l. e RAI; realizzato nel Centro di Produzione Tv di Napoli; Rai 2. Inedito.

Radio
- Lectura Dantis; di Dante Alighieri, 1997.

Discografia
- Lectura Dantis, musiche di S. Sciarrino, CGD, 1981.

Libri
- Carmelo Bene legge Dante. Per l'anniversario della strage di Bologna (un video inedito), a cura di Rino Maenza, libro + DVD. Venezia, Marsilio, 2008. ISBN 978-88-317-9337-7